# Alerta (periódico)

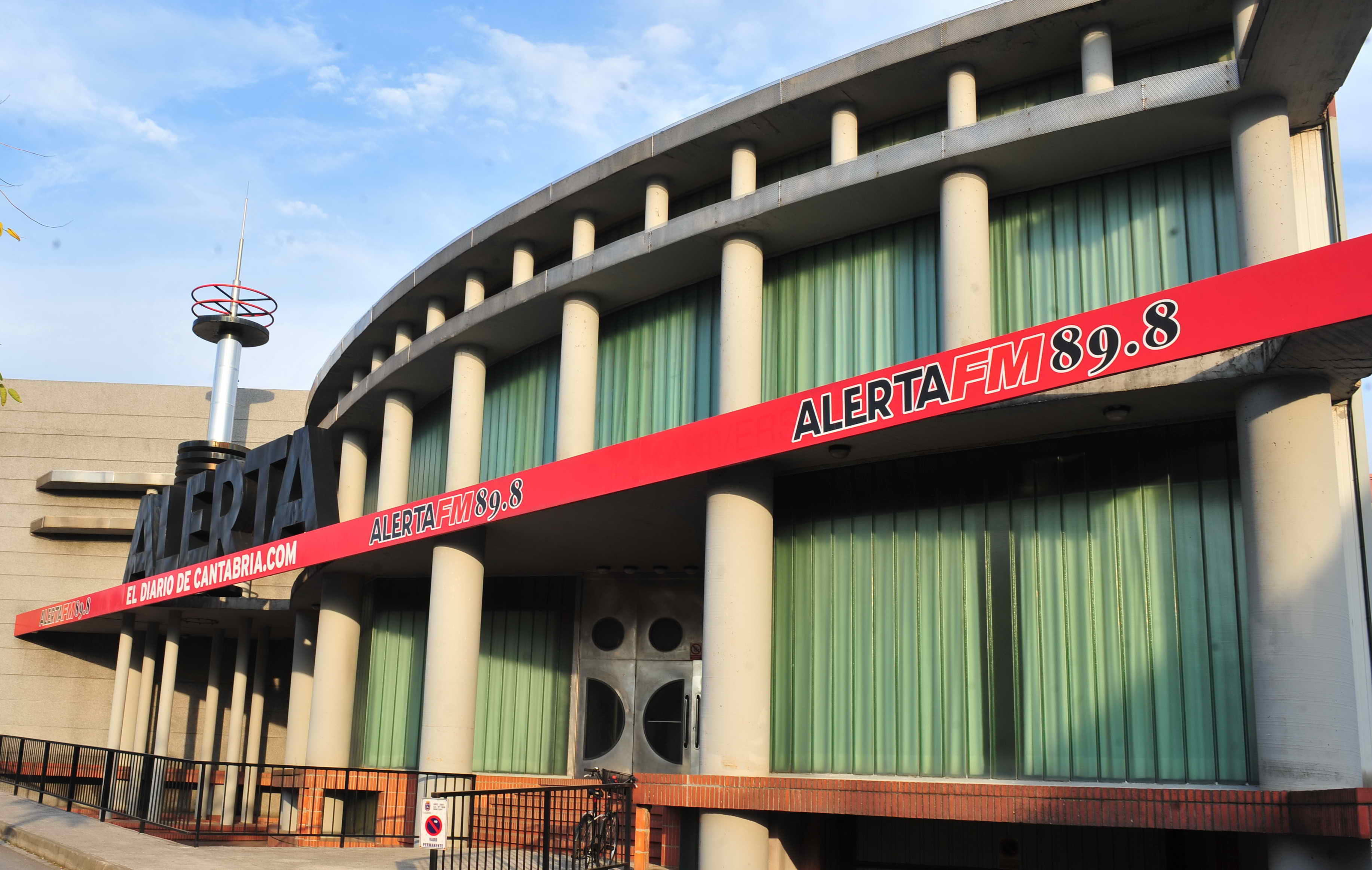
Sede de ALERTA en Santander

Alerta es un periódico español, redactado íntegramente en castellano y de pago. Fue fundado en el año 1937 y emitió su primera edición el 1 de septiembre de 1937. Su difusión y distribución se limita únicamente a la comunidad autónoma de Cantabria (España), En 2020 contaba con una tirada de 14.800 ejemplares, llegando a 102.380 lectores.

## Historia
Aparecido el 1 de septiembre de 1937, venía a sustituir al periódico liberal El Cantábrico (1895-1937).
Se pueden distinguir dos etapas en la vida del periódico: la primera como medio de comunicación del Estado y el segundo, a partir de 1984, como un medio de comunicación de capital privado.
Desde el año 1992, su ubicación está en el barrio Primero de Mayo en Peñacastillo (localidad del municipio de Santander). La empresa editora del diario es Canpre, S.A. situada en el barrio San Martín, también en Peñacastillo.
A lo largo de su historia han sido muchos los directores al frente del periódico. El primero fue Patricio González de Canales, que ya había dirigido el diario F.E. de Sevilla. Posteriormente dirigió el periódico Francisco de Cáceres (1939-1979), que después de 40 años de director cedió su puesto a Francisco Rado Varela, quien tras un año (1979-1980) cambió su rol para a partir de entonces ser el editor-jefe. Su puesto lo ocupó Juan Ramón Pérez de las Clotas que terminó su mandato en 1982 para ceder a Francisco Freixinet Mora quien retuvo la presidencia hasta las subastas públicas que fueron realizadas para mantener vivo el diario. Finalmente y después de muchas compras de acciones y muchos problemas y conflictos laborales, el empresario Ciriaco Díaz Porras, se hizo cargo del diario. Accedió al cargo en el año 1995. En 2006, le pasó el relevo a su hijo Isaias Díaz que ostenta el cargo de Director actualmente.

## Premios Alerta de Plata
En el año 1963 un destacado grupo de deportistas cántabros, entre ellos Manolo Docal Elizondo, Alfonso Prieto, José Ignacio Viota consideraron que podría realizarse una premios al mejor deportista montañés del año, y tras presentar la idea al Presidente, en aquellos años Francisco de Cáceres, el proyecto se empezó a llevar a cabo.
Año tras año se premiaba al mejor deportista montañés del año a través de las votaciones populares y del jurado. Los premiados entre 1963 y 1993, cuando fue la última edición realizada y posteriormente sustituidos por la Gala del Deporte Cántabro, fueron: Francisco Gento (Fútbol), Alberto Díaz de la Gandara (Atletismo), Ramón Sota (Golf), Ramón Parra (Hockey), Ascensión Villagra (Patinaje), Antonio Herrería (Atletismo), José Antonio González Linares (Ciclismo), Antonio Arostegui (Vela), Alejandro Abascal (Vela), Luis M. Morante (Balonmano), Severiano Ballesteros (Golf), Cecilio Lastra (Boxeo), José Manuel Abascal (Atletismo), Miguel Solano (Remo), Pedro S. Bustamante (Tiro), Alberto Fernández (Ciclismo) , Fernando y J. Vinatea (Remo), Juan Francisco Muñoz Melo (Balonmano), José Emilio Amavisca (Fútbol), Patricia Morales (Atletismo). Cabe destacar que en la Gala del Deporte Cántabro del año 2007, recibió el premio al "patrocinador del deporte".